# 艾奧斯科鎮區 (密歇根州)
艾奧斯科鎮區（英語：Iosco Township）是位於美國密歇根州利文斯頓縣的一個行政鎮區。

## 地方資料
艾奧斯科鎮區的面積為91.80平方千米，當中陸地面積為91.20平方千米，而水域面積為0.60平方千米。根據2020年美國人口普查的數據，當地共有人口3870人，而人口密度為每平方千米42.16人。